# Dubiaranea
Dubiaranea Mello-Leitão, 1943 è un genere di ragni appartenente alla famiglia Linyphiidae.

## Distribuzione
Delle cento specie oggi note di questo genere ben novantanove sono state rinvenute in America meridionale; la specie dall'areale più vasto è la D. crebra, rinvenuta in alcune località della Colombia, del Venezuela, del Perù e dell'Ecuador. La D. deelemanae è un endemismo del Borneo.

## Tassonomia
Per la determinazione delle caratteristiche della specie tipo sono tenute in considerazione le analisi sugli esemplari di Dubiaranea argenteovittata Mello-Leitão, 1943.
Questo genere inizialmente era stato inserito nella famiglia Theridiidae Sundevall, 1833. Nel 1967 un lavoro dell'aracnologo Levi (1967b) lo spostò nella famiglia Linyphiidae Blackwall, 1859.
Considerato un sinonimo anteriore di Paranesticus Mello-Leitão, 1944, a seguito di un'analisi sugli esemplari di Paranesticus difficilis Mello-Leitão, 1944, trasferiti dalla famiglia Tetragnathidae Menge, 1866, a seguito di un lavoro di Millidge del 1991.
Infine è anche sinonimo anteriore di Hormembolus Millidge, 1985, secondo le analisi effettuate sugli esemplari di Linyphia aysenensisTullgren, 1901, nel succitato studio di Millidge del 1991.
Dal 2010 non sono stati esaminati esemplari di questo genere.
A dicembre 2012, si compone di cento specie:
1. Dubiaranea abjecta Millidge, 1991 — Ecuador, Perù
2. Dubiaranea abundans Millidge, 1991 — Perù
3. Dubiaranea affinis Millidge, 1991 — Ecuador
4. Dubiaranea albodorsata Millidge, 1991 — Colombia
5. Dubiaranea albolineata Millidge, 1991 — Perù
6. Dubiaranea amoena Millidge, 1991 — Perù
7. Dubiaranea argentata Millidge, 1991 — Bolivia
8. Dubiaranea argenteovittata Mello-Leitão, 1943[3] — Brasile
9. Dubiaranea atra Millidge, 1991 — Bolivia
10. Dubiaranea atriceps Millidge, 1991 — Perù
11. Dubiaranea atripalpis Millidge, 1991 — Venezuela
12. Dubiaranea atrolineata Millidge, 1991 — Colombia
13. Dubiaranea aureola Millidge, 1991 — Perù
14. Dubiaranea bacata Millidge, 1991 — Perù
15. Dubiaranea brevis Millidge, 1991 — Bolivia
16. Dubiaranea caeca Millidge, 1991 — Venezuela
17. Dubiaranea caledonica (Millidge, 1985) — Cile
18. Dubiaranea castanea Millidge, 1991 — Perù
19. Dubiaranea cekalovici (Millidge, 1985) — Cile
20. Dubiaranea cerea (Millidge, 1985) — Cile
21. Dubiaranea colombiana Millidge, 1991 — Colombia
22. Dubiaranea concors Millidge, 1991 — Colombia
23. Dubiaranea congruens Millidge, 1991 — Ecuador
24. Dubiaranea crebra Millidge, 1991 — Colombia, Venezuela, Ecuador, Perù
25. Dubiaranea decora Millidge, 1991 — Perù
26. Dubiaranea decurtata Millidge, 1991 — Bolivia
27. Dubiaranea deelemanae Millidge, 1995 — Borneo
28. Dubiaranea difficilis (Mello-Leitão, 1944) — Argentina
29. Dubiaranea discolor Millidge, 1991 — Colombia
30. Dubiaranea distincta (Nicolet, 1849) — Cile
31. Dubiaranea distracta Millidge, 1991 — Colombia
32. Dubiaranea elegans Millidge, 1991 — Perù
33. Dubiaranea fagicola Millidge, 1991 — Cile
34. Dubiaranea falcata (Millidge, 1985) — Cile
35. Dubiaranea festiva (Millidge, 1985) — Cile
36. Dubiaranea fruticola Millidge, 1991 — Perù
37. Dubiaranea fulgens (Millidge, 1985) — Cile
38. Dubiaranea fulvolineata Millidge, 1991 — Perù
39. Dubiaranea furva Millidge, 1991 — Perù
40. Dubiaranea fusca Millidge, 1991 — Perù
41. Dubiaranea gilva Millidge, 1991 — Colombia
42. Dubiaranea gloriosa Millidge, 1991 — Colombia
43. Dubiaranea grandicula Millidge, 1991 — Perù
44. Dubiaranea gregalis Millidge, 1991 — Perù
45. Dubiaranea habilis Millidge, 1991 — Ecuador
46. Dubiaranea inquilina (Millidge, 1985) — Brasile
47. Dubiaranea insignita Millidge, 1991 — Perù, Bolivia
48. Dubiaranea insulana Millidge, 1991 — Isole Juan Fernandez
49. Dubiaranea insulsa Millidge, 1991 — Ecuador
50. Dubiaranea lepida Millidge, 1991 — Perù
51. Dubiaranea levii Millidge, 1991 — Brasile
52. Dubiaranea longa Millidge, 1991 — Perù
53. Dubiaranea longiscapa (Millidge, 1985) — Cile
54. Dubiaranea luctuosa Millidge, 1991 — Perù
55. Dubiaranea lugubris Millidge, 1991 — Ecuador
56. Dubiaranea maculata (Millidge, 1985) — Cile
57. Dubiaranea manufera (Millidge, 1985) — Cile
58. Dubiaranea margaritata Millidge, 1991 — Colombia, Venezuela
59. Dubiaranea media Millidge, 1991 — Venezuela
60. Dubiaranea mediocris Millidge, 1991 — Perù
61. Dubiaranea melanocephala Millidge, 1991 — Perù
62. Dubiaranea melica Millidge, 1991 — Perù
63. Dubiaranea mirabilis Millidge, 1991 — Ecuador
64. Dubiaranea modica Millidge, 1991 — Ecuador
65. Dubiaranea morata Millidge, 1991 — Ecuador
66. Dubiaranea nivea Millidge, 1991 — Bolivia
67. Dubiaranea opaca Millidge, 1991 — Perù
68. Dubiaranea orba Millidge, 1991 — Ecuador
69. Dubiaranea ornata Millidge, 1991 — Colombia
70. Dubiaranea penai (Millidge, 1985) — Cile
71. Dubiaranea persimilis Millidge, 1991 — Ecuador
72. Dubiaranea procera Millidge, 1991 — Perù
73. Dubiaranea propinquua (Millidge, 1985) — Cile
74. Dubiaranea propria Millidge, 1991 — Colombia
75. Dubiaranea proxima Millidge, 1991 — Ecuador
76. Dubiaranea pulchra Millidge, 1991 — Venezuela
77. Dubiaranea pullata Millidge, 1991 — Perù
78. Dubiaranea remota Millidge, 1991 — Argentina
79. Dubiaranea rufula Millidge, 1991 — Perù
80. Dubiaranea saucia Millidge, 1991 — Brasile
81. Dubiaranea setigera Millidge, 1991 — Colombia
82. Dubiaranea signifera Millidge, 1991 — Bolivia
83. Dubiaranea silvae Millidge, 1991 — Perù
84. Dubiaranea silvicola Millidge, 1991 — Colombia
85. Dubiaranea similis Millidge, 1991 — Cile
86. Dubiaranea solita Millidge, 1991 — Colombia
87. Dubiaranea speciosa Millidge, 1991 — Perù
88. Dubiaranea stellata (Millidge, 1985) — Cile
89. Dubiaranea subtilis (Keyserling, 1886) — Perù
90. Dubiaranea teres Millidge, 1991 — Ecuador
91. Dubiaranea tridentata Millidge, 1993 — Perù
92. Dubiaranea tristis (Mello-Leitão, 1941) — Argentina
93. Dubiaranea truncata Millidge, 1991 — Perù
94. Dubiaranea turbidula (Keyserling, 1886) — Brasile, Perù
95. Dubiaranea usitata Millidge, 1991 — Colombia
96. Dubiaranea varia Millidge, 1991 — Perù
97. Dubiaranea variegata Millidge, 1991 — Colombia
98. Dubiaranea versicolor Millidge, 1991 — Colombia, Ecuador, Perù
99. Dubiaranea veterana Millidge, 1991 — Ecuador
100. Dubiaranea vetusta Millidge, 1991 — Ecuador

### Sinonimi
- Dubiaranea aysenensis (Tullgren, 1902); posta in sinonimia con D. distincta (Nicolet, 1849) a seguito di un lavoro dell'aracnologo Miller (2007a)[1].
- Dubiaranea chacama (Millidge, 1985); posta in sinonimia con D. caledonica (Millidge, 1985) a seguito di un lavoro dell'aracnologo Millidge del 1991[1].
- Dubiaranea nitida (Millidge, 1985); posta in sinonimia con D. fulgens (Millidge, 1985) a seguito di un lavoro dell'aracnologo Millidge del 1991[1].
- Dubiaranea silvestris (Millidge, 1985); posta in sinonimia con D. longiscapa (Millidge, 1985) a seguito di un lavoro dell'aracnologo Millidge del 1991[1].

### Omonimie ridenominate
- Dubiaranea tristis Millidge, 1991; in un lavoro dell'aracnologo Levi (1986a) era già presente la denominazione Dubiaranea tristis (Mello-Leitão, 1941), per cui si è reso necessario rinominare questi esemplari come D. tridentata[1].